# 데릭 페이버스

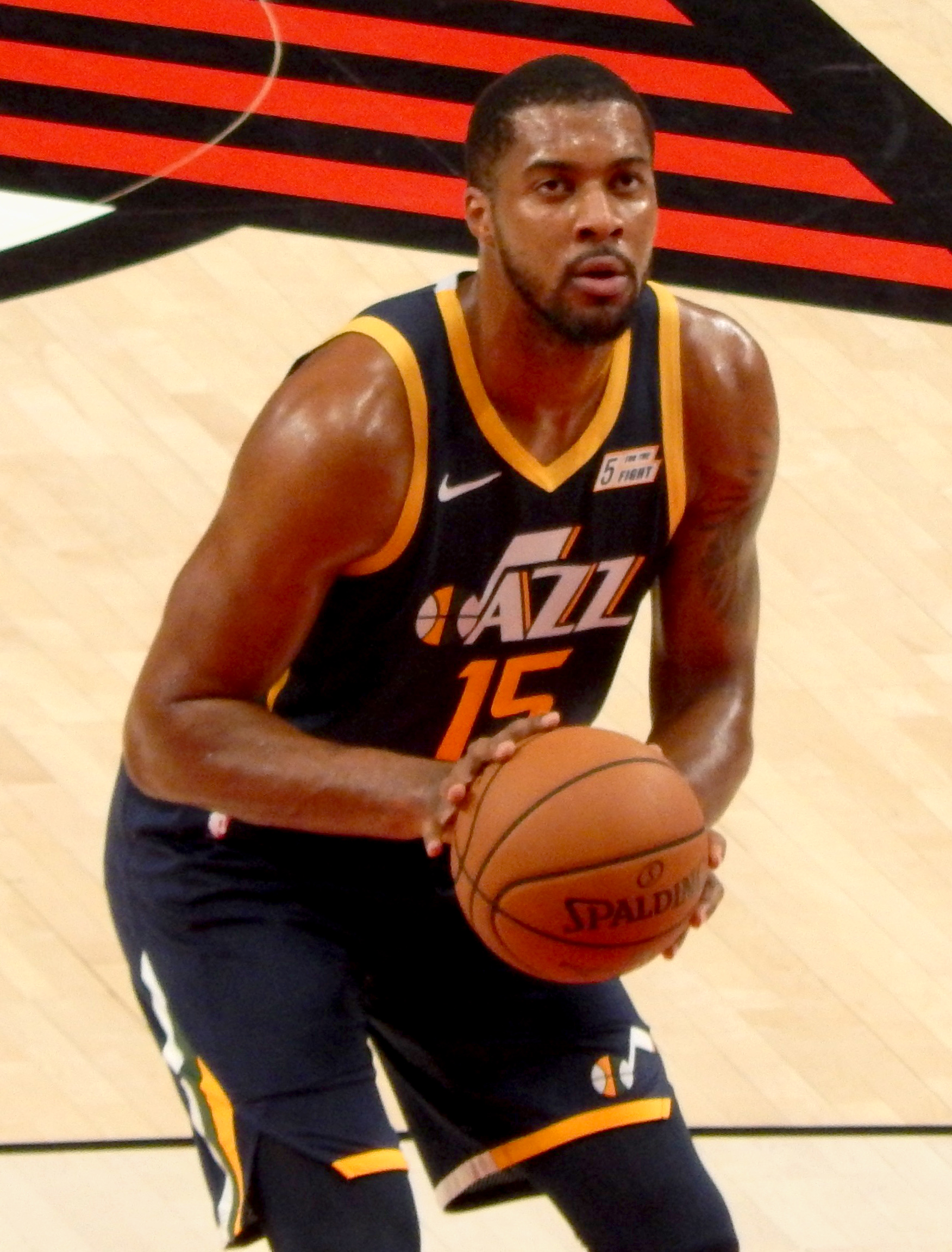
데릭 페이버스

데릭 페이버스(Derrick Favors, 1991년 7월 15일 ~ )은 미국의 농구 선수이자 2015년 기준으로 NBA 유타 재즈 선수이다.